# 学校法人東洋英和女学院
学校法人東洋英和女学院（がっこうほうじんとうようえいわじょがくいん）は、日本の学校法人。
明治時代に、4人のメソジスト系日本人牧師による「東洋英和女学校会社」（社長・小林光泰、平岩愃保、土屋彦六、浅川広湖）名義で設立された。創立および運営はカナダ・メソジスト教会から派遣された宣教師マーサ・カートメルによる。

## 来歴
- 1873年　カナダ・メソジスト教会の宣教師G・コクラン博士と医療宣教師D・マクドナルドが来日。
- 1878年　G・コクランとD・マクドナルドが本国に婦人宣教師派遣を請願する。
- 1881年
  - 11月8日：カナダ・メソジスト教会婦人伝道会社 (WMS) が設立される[1]。
  - 12月：マーサ・カートメル、WMS日本派遣婦人宣教師に志願[1]。
- 1882年12月27日：マーサ・カートメル、横浜に上陸[1]。
- 1883年：カートメル、女学校設立の必要をWMSに訴え、女学校設立を計画。東洋英和学校会社、カナダ・メソジスト教会の男女ミッションスクールを計画。WMS、麻布東鳥居坂町14番地に土地（382坪）購入[1]。
- 1884年
  - 9月25日：東京府知事より東洋英和女学校が設立認可される。小林光泰、初代校主に就任。マーサ・カートメル、初代校長に就任[1]。
  - 10月20日: 麻布鳥居坂に東洋英和女学校を開校[1]。
- 1884年11月6日：政府の正式な認可を、村松一が婦人宣教師達に手渡す[1]。
- 1885年：マーサ・カートメル、静養のため校長を辞任。E.J.スペンサー（Eliza Jane Spencer, Mrs.ラージ）、第二代校長就任。
- 1889年：イザベラ・ブラックモーア校長が本科4年のほかに修業期間2年の高等教育を非公式で始める[2][3]。
- 1891年：ジェシー・マンローが校長に就任する。マンローは平岩愃保を議長とする外国人4名と日本人4名による商議員会を設け、組織化する。
- 1896年：加茂令子が寄宿舎舎監になる。(-1936)
- 1899年：高等科が公式に認可される。
- 1909年：高等科が3年制に改められる。また、幼稚科と予科が小学科になる。
- 1913年：高等科が4年制の英語科になる。
- 1914年：イザベラ・ブラックモーアにより附属幼稚園が設立される[4]。
- 1918年：高等科が東京女子大学と合併し発展解消した。
- 1919年：本科が高等女学校となった。また、付属保母養成所が設置され、実習は附属幼稚園で行われるようになる[4]。
- 1921年：付属保母養成所が付属幼稚園師範科に改称される
- 1924年：日本福音保母養成所を合併する。
- 1927年：校章および制服を制定する。
- 1928年：学院標語が制定される。
- 1934年：創立60周年記を迎え、校歌を制定する。「東洋英和女学院校歌」北原白秋作詞 山田耕筰作曲[5][6]
- 1947年：保母養成所が保育専攻部となり、高等女学校は中学部と高等部に分かれる。初等学校は小学部に改められる。
- 1950年：保育専攻部が短期大学保育科に改組される。
- 1951年：学校法人東洋英和学院が設立される。
- 1954年：短期大学に英文科が設置される
- 1963年：短期大学に保育専攻科・英文専攻科が設置される。
- 1973年：横浜市緑区に短期大学付属かえで幼稚園を設立する。
- 1984年：創立100周年記を迎え、短期大学が横浜市緑区へ移転、国際教養部が設置される。
- 1989年：横浜市緑区に東洋英和女学院大学(人文科学部人間科学科・社会科学科)が設置される。
- 1993年：六本木校地に大学院人間科学研究科と社会科学研究科(それぞれ修士課程)が設置される。
- 1995年：人文学部が人間科学部人間科学科と社会科学部社会学科に改組される。
- 1999年：短期大学が廃止される。
- 2002年：大学院人間科学研究科に博士課程が設置される。
- 2003年：大学院社会科学研究科が大学院国際協力研究科に名称変更される。
- 2015年：六本木校地の本部・大学院棟1階に「学院資料・村岡花子文庫展示コーナー」を開設。
- 2019年：深井智朗院長が、自らの著書で捏造などの不正行為を行っていたとして懲戒解雇処分となる[7]。
- 2020年：人間科学研究科の修士課程が人間科学領域、臨床心理学領域、幼児教育・発達臨床学領域の3領域制となる。

## 設置校

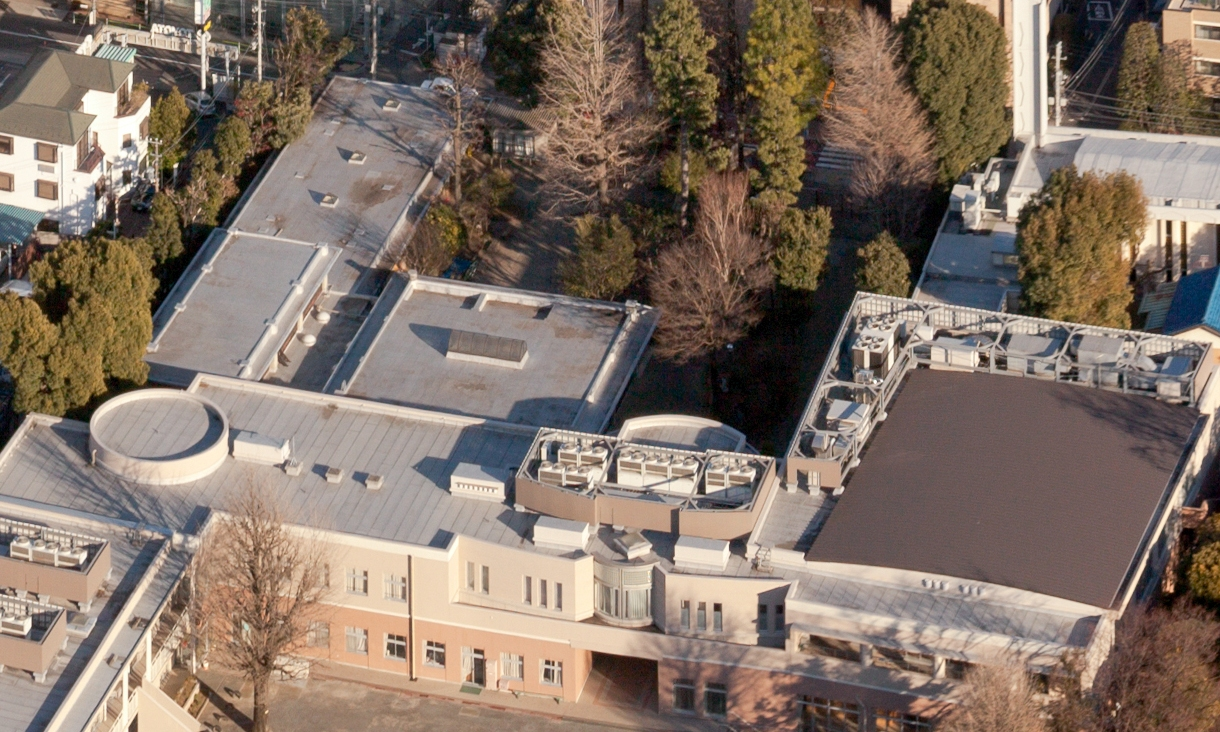
幼稚園・小学部 （東京・六本木）

- 東洋英和女学院大学
- 東洋英和女学院中学部・高等部
- 東洋英和女学院小学部
- 東洋英和幼稚園
- 東洋英和女学院大学付属かえで幼稚園

## 歴代理事長
- 1884年（明治17年）9月25日 - 1887年（明治20年）5月　小林光泰 校主[1]
- 1887年（明治20年）5月 - 1933年（昭和8年）7月　平岩愃保 校主・設立者[8]
- 1933年（昭和8年）10月 - 1934年（昭和9年）　清水由松 設立者[8]
- 1934年（昭和9年）5月 - 1936年（昭和11年）5月　赤澤元造 理事長[8]
- 1936年（昭和11年） - 1950年（昭和25年）4月　清水由松 理事長[8]
- 1950年（昭和25年）6月 - 1974年（昭和49年）6月　古坂嵓城 理事長[8]
- 1974年（昭和49年）6月 - 1976年（昭和51年）7月　長野彌 理事長[8]
- 1976年（昭和51年）7月 - 1985年（昭和60年）3月　大村勇 理事長[8]
- 1985年（昭和60年）4月 - 1990年（平成2年）5月　西野嘉一郎 理事長[8]
- 1990年（平成2年）6月 - 2005年（平成17年）5月　亀徳正之 理事長[8][9]
- 2005年（平成17年）6月 - 2013年（平成25年）5月　池田守男 理事長[10][11]
- 2013年（平成25年）7月 - 2015年（平成27年）12月　水澤郁夫 理事長[12][13]
- 2016年（平成28年）5月 - 2018年（平成30年）5月　大宮溥 理事長[14][15]
- 2018年（平成30年）5月 - 増渕稔 理事長[16][17]

- 1899年（明治32年）6月 - 1900年（明治33年）8月　村松一 校主代理[8]
- 1900年（明治33年）8月 - 1900年（明治33年）12月　都筑直 校主代理[8]
- 1901年（明治34年） - ? 清水由松 校主代理[8]
- 1918年（大正7年） - 1919年（大正8年）M.クレイグ 設立者代理[8]

## 廃止校
- 東洋英和女学院大学短期大学部（東洋英和女学院短期大学） - 1998年（平成10年）をもって廃止
- 東洋英和学校[18]

## 不祥事

### 教職員による不祥事
- 2019年5月10日 - 学校法人東洋英和女学院の院長でドイツ宗教思想史が専門の深井智朗教授（54歳）の著作に、架空の学者の論文が使われるなどの不正が指摘されていた問題で、大学の調査委員会は5月10日、複数の捏造や盗用を認定、学院は同日付で院長を懲戒解雇とした[19]。

## 東洋英和女学院が登場する作品
- 『美少女戦士セーラームーン』 - 武内直子の漫画、それを原作とするアニメ作品。登場人物の一人、火野レイが通学する「T・A女学院」のモデル。
- 『花子とアン』 - 2014年のNHK連続テレビ小説。主人公・安東はな（村岡花子）が給付生として学習、寄宿する「修和（しゅうわ）女学院」として登場。